# Kid Sensation
Steven Spence nome artístico de Kid Sensation, é um rapper dos EUA.